# 신드어

신드어(신드어: سنڌي، سندھی, सिन्धी)는 신드인이 쓰는 언어이다. 인도유럽어족에 속하며 아라비아 문자와 데바나가리 문자가 사용된다.
파키스탄 및 인도를 중심으로 사용되는 인도유럽어족 인도아리아어군에 속하는 언어. 파키스탄과 인도 양쪽에서 공용어로 지정되어 있으며, 파키스탄에서는 사용자 수로는 펀자브어, 파슈툰어 다음으로 세번째로 널리 쓰이는 언어이나, 주로 파키스탄 주 중에 하나인 신드 주에 사용자가 집중되어 있으며, 발로치스탄 주에도 일부 사용자가 있다.
인도에는 각 지방에 따른 다양한 인종과 더불어 180여 종이 넘는 언어가 사용되고 있다. 그 가운데 헌법으로 인정한 지역별 공용어 18종 가운데 포함된 신드어는 인도 전체 0.3%가 사용하는 언어이다.
신드어는 산스크리트어의 후신이자 통속체라 할 수 있는 프라크리트를 그 기원으로 하고 있으며, 신드의 어원이 되는 신두(sindhu)란 단어는 인더스 강을 일컫는 단어로서 Hindu란 단어와 어원이 사실 같다. 다만 신드어를 사용하는 지역은 일찍이 이슬람-아랍 세력의 지배를 받은 이후에 아랍어 및 페르시아어의 영향을 매우 강하게 받아 우르두어 정도로 힌디어와 싱크로율을 보이지는 않는다. 파키스탄의 신드어는 좀 더 아랍,페르시아어+우르두어의 영향이, 인도의 신드어는 산스크리트어+힌디어의 영향이 강하다.
문학전통이 비교적 풍부한 언어로 일찍부터 문자화되었다.
내파음이 4종류([ɓ], [ɗ], [ʄ], [ɠ])가 있다.

## 같이 보기
- 인도의 언어
- 인도의 공용어 목록